# Ніколян Альберт Хачатурович
Альбе́рт Хачату́рович Ніколя́н (вірм. Ալբերտ Նիկոլյան; 9 жовтня 1959) — вірменський боксер-любитель, що виступав за збірну команду СРСР. Чемпіон Європи, призер та фіналіст першості СРСР з боксу у напівважкій вазі. Майстер спорту СРСР міжнародного класу (1979).

## Життєпис
Народився в місті Єреван. Перший тренер — Кім Єнгоян.
На літній Спартакіаді народів СРСР 1979 року в Москві, змагання з боксу в якій мали статус чемпіонату СРСР, дістався фіналу, де поступився Альгірдасу Янчаускасу (Вільнюс).
На чемпіонаті Європи з боксу 1979 року в Кельні (ФРН) у чвертьфіналі переміг Пала Тотку (Угорщина), у півфіналі — Павела Скшеча (Польща) й у фіналі — Тадію Качара (Югославія).
Того ж року на змаганнях Кубку світу з боксу у Нью-Йорку (США) став фіналістом.
У 1980 році закінчив Вірменський державний інститут фізичної культури.
На чемпіонаті СРСР з боксу 1981 року у Ташкенті здобув бронзову медаль.
У 1985 році завершив боксерську кар'єру і перейшов на тренерську роботу.
Протягом 1996—2005 років обіймав посаду помічника головного тренера збірної команди Вірменії з боксу.
З 2009 року — голова суддівської комісії і віце-президент федерації боксу Вірменії.